# Kichiku
Kichiku (鬼畜大宴会?, Kichiku dai enkai) è un film del 1997, diretto da Kazuyoshi Kumakiri, basato su un fatto realmente avvenuto nel 1972, quando alcuni membri dell'Armata Rossa Giapponese si uccisero tra di loro. Fu presentato in anteprima in Europa al Festival di Berlino nel febbraio 2008.

## Trama
Aizawa, leader di un gruppo estremista di studenti, si trova in carcere. Durante la sua assenza, la leadership del gruppo viene presa dalla fidanzata di Aizawa, Masami, che usa il sesso come mezzo per sottomettere il resto del gruppo.
In seguito al suicidio in carcere di Aizawa, Masami inizia a perdere la fiducia degli altri membri. Successivamente Yamane tradisce gli amici e viene scoperto da Masami, che lo porta in un bosco insieme agli altri appartenenti del gruppo, tra i quali vi sono il timido Kumatani e il nuovo arrivato Fujihara, abile con la katana. Nel bosco Masami impazzisce e fa esplodere la testa di Yamane, con un colpo di fucile, quindi evira un altro ragazzo.
Tornati alla loro base, il gruppo continua a smembrarsi. Masami evira un ragazzo mentre gli sta praticando una fellatio, quindi viene aggredita a sua volta dallo stesso ragazzo, che le 
infila un fucile nella vagina e preme il grilletto. Scoperto da Fujihara, che ha già ucciso Kumatani, il ragazzo viene fatto a pezzi con l'ausilio della katana. Successivamente Fujihara si suicida, recidendosi la carotide con la katana.

## Produzione
Opera prima del regista Kazuyoshi Kumakiri, che lo diresse all'età di 23 anni, Kichiku fu realizzato come tesi di laurea all'Ōsaka Art College. I soldi necessari per girare la pellicola furono trovati da Kumakiri tramite alcuni lavori saltuari, mentre il resto del budget fu completato grazie al lavoro come cavia per alcuni test farmaceutici di Tomohiro Zaizen, che interpreta il ruolo del traditore Yamane e figura anche come produttore della pellicola, che fu girata in 16 mm.

## Stile
Il film è diviso in quattro capitoli, intitolati Il banchetto, Il secondo banchetto, Il terzo banchetto e L'ultimo banchetto. La prima parte del film è volutamente lenta e la violenza è psicologica e non visibile: vengono infatti presentati i personaggi e mostrate le loro relazioni.
La seconda parte del film, dalle sequenze ambientate nel bosco, è splatter e utilizza sequenze iperviolente che ricordano quelle presenti in molti film appartenenti al cinema di genere italiano degli anni settanta-ottanta.